# Winter Park (Colorado)
Winter Park város az Amerikai Egyesült Államok Colorado államában, Grand megyében. Lakosainak száma 1033 fő (2020. április 1.).

## Népesség
A település népességének változása:

| 2010 | 999   |
| 2020 | 1 033 |